# Paula Lazzarini
Paula Lazzarini (São Paulo, 30 de setembro de 1956) é uma chef de cozinha e ex-esgrimista brasileira.
Integrou a delegação brasileira que foi a San Juan para os Jogos Pan-Americanos de 1979, ao lado de Carmen Rozane Masson, Eloisa Brasil de Moraes, Lúcia Maria Soares, Marcia da Silva, Arthur Telles Cramer Ribeiro, Douglas Veronez Fonseca, Francisco Itálico Buonafina, Ronaldo Vadson Schwantes e Sandor Kiss. Competiu também nos Jogos Pan-Americanos de 1991, em Havana. Foi campeã brasileira de espada feminina em 1999, 2000, 2002 e 2005, além de vice-campeã em 2003 e 2004.
Em 1998 abriu com o irmão, o também esgrimista Roberto Lazzarini, o restaurante Spadaccino, especializado em culinária italiana.

## Títulos
- Campeonato Brasileiro de Esgrima: 1999, 2000, 2002 e 2005